# Tele2
Tele2（テレツー）は、スウェーデンに本社を置く通信業者。またケーブルテレビ事業も展開している。スウェーデンを中心に8カ国、1700万人の顧客にサービスを提供している。ナスダック・ストックホルム上場企業。

## 沿革
1993年、スウェーデンの投資会社であるKinnevik ABにより、スウェーデン最初のインターネットサービスプロバイダとして、Swedish IP Networkの名称で設立された。ほどなくそれまでスウェーデンの通信事業を独占していたテリア・カンパニーの強力な競合企業となり、スウェーデンの通信料金を引き下げる原動力となった。1997年には、テリアの携帯電話部門にルーツを持つComviqを傘下におさめ、またケーブルテレビ運営企業のKabelvision ABを統合した。
2000年代初頭にはバルカン半島地域を除くヨーロッパのほぼ全域にグループ企業を持ったが、その後相当数の事業を売却し、現在はスウェーデンのほか、バルト三国・ドイツ・オランダ・カザフスタンなどで事業を行っている。
なお、ロシアでは事業売却後もTele2のブランド名を持つモバイル通信が現在まで利用されている。